# Volo Air Florida 90
Il volo Air Florida 90 era un volo di linea della compagnia aerea Air Florida con partenza da Washington D.C e destinazione Fort Lauderdale, che il 13 gennaio 1982 si schiantò su un ponte del fiume Potomac a Washington D.C. poco dopo il decollo effettuato dall'Aeroporto Nazionale di Washington-Ronald Reagan. Nell'incidente persero la vita 78 persone, tra cui quattro automobilisti che si trovavano sul ponte. Vennero tratti in salvo pochi sopravvissuti dalle acque gelide del fiume.
Colpendo il ponte, che porta l'Interstate 395 tra Washington, DC e la Contea di Arlington, Virginia, colpì sette veicoli occupati e distrusse 30 metri di guard rail prima di precipitare nel ghiaccio nel fiume Potomac. L'aereo trasportava 74 passeggeri e cinque membri dell'equipaggio. Solo quattro passeggeri e un membro dell'equipaggio (un assistente di volo) furono salvati dallo schianto e sopravvissero. Un altro passeggero, Arland D. Williams, Jr., ha assistito al salvataggio dei sopravvissuti, ma è annegato prima che potesse essere salvato. Quattro automobilisti sul ponte sono rimasti uccisi. I sopravvissuti sono stati salvati dal fiume ghiacciato da civili e professionisti. Il presidente Ronald Reagan ha elogiato questi atti durante il suo discorso sullo stato dell'Unione 13 giorni dopo.
Il National Transportation Safety Board concluse che l'incidente venne provocato da un errore del pilota e aggravato dalla tempesta di neve presente sulla capitale statunitense quel giorno. I piloti non attivarono i dispositivi antighiaccio e non riuscirono ad annullare il decollo, anche dopo aver rilevato un problema di potenza durante la fase di rullaggio e dopo aver individuato visivamente la formazione di ghiaccio e neve sulle ali.

## Antefatto
Durante la seconda settimana del gennaio 1982, la costa orientale degli Stati Uniti venne colpita da un eccezionale periodo di maltempo, caratterizzato da temperature particolarmente basse. Per diversi giorni le temperature gelide rallentarono le attività della capitale. Il 13 gennaio, l'aeroporto Ronald Reagan, situato nella Contea di Arlington, nei pressi del fiume Potomac, venne aperto a mezzogiorno. Nel pomeriggio, l'aereo si sarebbe dovuto dirigere all'aeroporto Internazionale di Fort Lauderdale, con una sosta intermedia all'aeroporto Internazionale di Tampa. La partenza venne ritardata di 1 ora e 45 minuti per la presenza di una nevicata, con intensità variabile da moderata a forte, che fece temporaneamente chiudere l'aeroporto.

## L'incidente

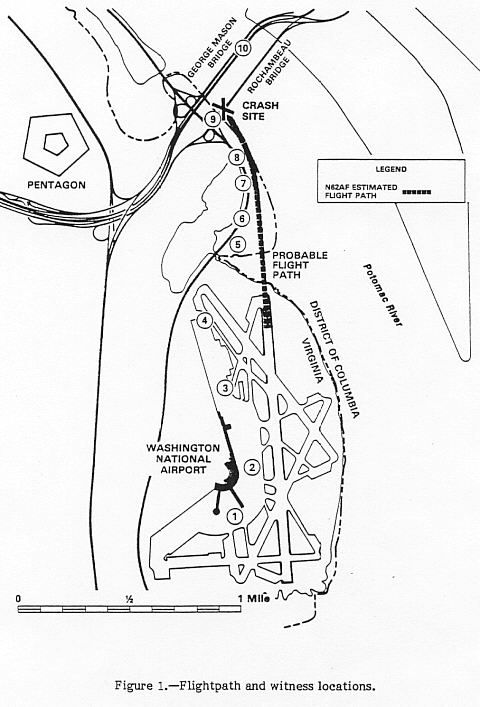
Diagramma della traiettoria del volo Air Florida 90, dal decollo allo schianto, fornito dal National Transportation Safety Board

L'aereo venne sottoposto a procedura di rimozione del ghiaccio (de-icing) attraverso l'uso di glicole monopropilenico, ma il mezzo ebbe problemi a lasciare il gate poiché il mezzo per il traino dell'aereo ebbe difficoltà di trazione a causa del ghiaccio. Per circa cinque minuti l'equipaggio provò a lasciare il gate utilizzando gli inversori di spinta, che furono tuttavia inutili. Infine, un'unità di terra equipaggiata con catene da neve riuscì a trainare l'aereo. Dopo aver lasciato il gate, il 737 attese per 49 minuti l'autorizzazione al decollo sul raccordo di rullaggio, assieme ad altri velivoli, a causa del traffico congestionato dell'unica pista adatta al decollo strumentale. Questa pista richiedeva un percorso di volo verso Nord che seguiva il fiume.
I piloti apparentemente decisero di non tornare al gate per una nuova procedura di rimozione del ghiaccio, temendo che la partenza potesse essere ulteriormente ritardata, e decisero di continuare ad attendere l'autorizzazione per partire. L'aereo tentò il decollo sulla pista principale (l'unica aperta), con la presenza di ghiaccio sulle ali, alle 15:59 EST. Anche se stava nevicando e le temperature erano molto basse, l'equipaggio non attivò i dispositivi antighiaccio. Le analisi del registratore di bordo determinarono che durante i controlli al decollo, il primo ufficiale annunciò, confermato dal pilota, che il sistema antighiaccio dell'aereo era disattivato.
Ad aggravare la situazione ci fu la decisione dei piloti di manovrare a breve distanza da un DC-9 della New York Air in fase di rullaggio di fronte a loro. Questa decisione venne presa a causa dell'erronea convinzione dei piloti che il calore proveniente dai propulsori del DC-9 avrebbe sciolto e rimosso la neve e il ghiaccio sulle ali. Questa azione, che è specificamente sconsigliata nelle linee-guida del manuale di volo, contribuì di fatto ad aumentare il ghiaccio sul 737. Posizionandosi dietro all'aereo che precedeva, i gas di scarico sciolsero la neve e il ghiaccio, facendole ulteriormente scivolare verso le superfici mobili del velivolo. Durante il decollo, questo miscuglio liquido si congelò nuovamente, ricoprendo le ali e le prese d'aria dei propulsori.
Sia il comandante che il primo ufficiale non avevano molta esperienza nel volo durante un tale maltempo.
Mentre l'aereo iniziava il decollo, il primo ufficiale fece ripetutamente notare al comandante che le letture ottenute dagli strumenti relativi alla potenza erogata dai motori non sembravano corrispondenti alla realtà, riferendosi al fatto che l'aereo non sembrava utilizzare la potenza necessaria per il decollo, nonostante i valori degli strumenti indicassero il contrario. La mancata attivazione del sistema di rimozione del ghiaccio provocò esattamente ciò che il sistema doveva impedire: l'indicatore del rapporto di pressione del propulsore (EPR - Engine Pressure Ratio) fornì dei valori errati, eccessivamente alti, poiché il ghiaccio aveva bloccato i sensori posizionati sui motori.
Quando i piloti erano convinti di aver impostato la corretta spinta per il decollo, l'indicatore segnava un valore di 2.04, mentre in realtà era di 1.70. L'aereo accelerò nella pista per 800 metri in più rispetto alla normale distanza impiegata per il decollo. Uno dei sopravvissuti temette che l'aereo sarebbe finito fuori pista.
Il comandante tralasciò le preoccupazioni del primo ufficiale e proseguì il decollo. Gli investigatori determinarono che c'era sufficiente spazio e tempo sulla pista per l'annullamento del decollo, e criticarono il pilota per aver rifiutato di ascoltare il suo primo ufficiale, che aveva ragione sulle letture degli strumenti.
Probabilmente il comandante era sotto pressione per poter decollare velocemente, sapendo che un altro velivolo era nella fase di approccio finale nella stessa pista. Infatti, quest'ultimo aereo atterrò mentre l'aereo dell'Air Florida decollava. Se l'aereo in atterraggio avesse richiesto una procedura di "Missed Approach", sarebbe stato annullato il decollo del volo Air Florida. È chiaro che il primo ufficiale vide un problema nelle letture degli strumenti, e che il pilota ignorò le sue preoccupazioni.
Benché la spinta fosse stata sufficiente per il decollo, la presenza di ghiaccio e neve sulle ali disturbò il flusso d'aria, modificando il profilo aerodinamico del velivolo. Questo causò una veloce impennata del muso dell'aereo, che provocò a sua volta una diminuzione della velocità e l'avvicinamento al punto critico di stallo. L'aereo si impennò eccessivamente, facendo diminuire ulteriormente la velocità e avvicinandosi alla situazione di stallo. Il comandante disse al primo ufficiale di diminuire l'inclinazione spingendo in avanti la barra di comando.
Anche se il Boeing 737 riuscì a decollare, raggiunse un'altitudine massima di soli 352 piedi (107 m) prima di iniziare a perdere quota. I registratori indicarono che l'aereo era rimasto in volo solo per 30 secondi. Alle 16:01 EST si schiantò sul ponte del fiume Potomac, a 1 400 metri dalla fine della pista.
L'aereo colpì sei autovetture e un camion presenti sul ponte, e si inabissò nel fiume ghiacciato. Delle persone a bordo dell'aereo:
- quattro dei cinque membri dell'equipaggio, tra cui entrambi i piloti, morirono. La quinta persona fu gravemente ferita;
- settanta passeggeri su settantaquattro morirono.

Delle persone presenti sul ponte, quattro morirono, quattro furono ferite, di cui una gravemente.

## Soccorsi

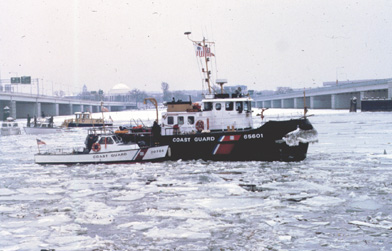
Le unità della Guardia Costiera erano troppo distanti per assistere i sei superstiti del volo

La risposta dei soccorsi da terra fu rallentata dalle strade ricoperte di ghiaccio e dalla congestione del traffico. I soccorritori giunti sul posto non erano in grado di assistere i sopravvissuti nell'acqua per la mancanza di equipaggiamento. Roger Olian, che si trovava nel suo camion, fu il primo a gettarsi in acqua per cercare di raggiungere i sopravvissuti. Nello stesso istante, diversi militari del Pentagono, Steve Raines, Aldo De La Cruz e Steve Bell cercarono di aiutare Olian.
Alle 16:20 EST, l'elicottero Eagle 1, un modello Bell 206L-1 della United States Park Police con a bordo il pilota Donald W. Usher e il paramedico Melvin E. Windsor giunse sul posto, ed iniziò ad assistere i sopravvissuti. Con sprezzo del pericolo lavorarono a breve distanza dalla superficie del fiume, a tal punto che per alcuni istanti la fusoliera dell'elicottero si trovò immersa nell'acqua. L'elicottero calò una fune verso i superstiti per traghettarli a riva. Il primo a ricevere la fune fu Bert Hamilton. L'elicottero lo spostò attraverso il ghiaccio, evitando i lati del ponte. Alcuni vigili del fuoco giunsero sul posto. L'elicottero tornò verso la coda dell'aereo, l'unica parte di esso che emergeva dall'acqua per porgere la fune ad Arland D. Williams Jr che invece di avvolgersela attorno a sé, la passò all'assistente di volo Kelly Duncan. Al terzo viaggio dell'elicottero, vennero calate due corde, per velocizzare il salvataggio. I soccorritori temevano infatti che i superstiti potessero resistere nelle acque ghiacciate solo per pochi minuti prima di morire di ipotermia. Williams afferrò una delle corde passandola a Joe Stiley, che se la passò attorno al corpo e prese Priscilla Tirado, che era in stato di shock emotivo per aver perso il marito e il figlio. La seconda corda venne afferrata da Patricia Felch. Prima di raggiungere la riva, sia Priscilla Tirado che Patricia Felch persero la presa con la fune e ricaddero in acqua.
Priscilla Tirado era troppo debole per afferrare la corde quando l'elicottero gliela lanciò nuovamente. Un passante, Lenny Skutnik, si tolse la giacca e gli stivali, tuffandosi in acqua e nuotò verso di lei per aiutarla. L'elicottero si spostò dove era caduta Patricia Felch e il paramedico Windsor si lanciò dall'elicottero in acqua per assicurarla alla fune. Nel frattempo il velivolo si spostò verso Williams, ma lui e la coda dell'aereo dell'Air Florida erano scomparsi sotto la superficie del fiume. Il suo corpo venne recuperato successivamente, e il medico legale accertò che Williams fu l'unico passeggero a morire annegato.

## Le indagini
La causa principale dell'incidente, secondo il National Transportation Safety Board, fu dovuta agli errori dei piloti, poiché:
- Non venne utilizzato il sistema anti-ice durante le operazioni a terra e il decollo
- Decisero di decollare nonostante la presenza di ghiaccio e neve sulle superfici dell'aereo[3]
- Il comandante non annullò il decollo quando gli venne fatto notare le letture anomale della strumentazione

Inoltre, i fattori che contribuirono all'incidente furono:
- Il prolungato ritardo tra la fase di rimozione del ghiaccio e la ricezione dell'autorizzazione al decollo, durante il quale l'aereo fu esposto a precipitazioni continue
- Il rilevante impennamento causato dalla presenza di neve e ghiaccio sul bordo anteriore delle ali
- La limitata esperienza di volo in condizioni invernali

## Onorificenze
Il "sesto passeggero", che sopravvisse all'incidente e ripetutamente passò le funi di salvataggio agli altri superstiti prima di affogare, venne identificato successivamente come il quarantaseienne Arland D. Williams Jr. La parte del ponte colpita dall'aereo, dopo le riparazioni, in origine chiamata "Rochambeau Bridge" venne rinominata "Arland D. Williams Jr. Memorial Bridge" per l'eroismo di questa persona.
I civili Roger Olian e Lenny Skutnik ricevettero la Lifesaving Medal d'oro della Guardia Costiera. Questa onorificenza venne assegnata postuma anche a Williams. I due membri dell'equipaggio dell'elicottero Eagle 1 furono decorati con la Lifesaving Medal d'argento, e la Valor Award del Segretario degli Interni degli Stati Uniti James G. Watt.
Roger Olian, Lennie Skutnik, Donald Usher e Melvin Windsor ricevettero una medaglia Carnegie Hero Fund.

## Conseguenze
L'indagine successiva all'incidente, in particolare per quanto riguarda la mancata risposta del capitano alle preoccupazioni dell'equipaggio sulla procedura di sghiacciamento, ha portato a una serie di riforme nei regolamenti di addestramento dei piloti. La colpa parziale è stata attribuita all'equipaggio di volo giovane e inesperto, che aveva un'età complessiva di soli 65 anni e aveva iniziato la carriera come piloti commerciali meno di cinque anni prima. Tipico delle compagnie aeree emergenti e a basso costo, Air Florida assumeva spesso piloti giovani che lavoravano per meno soldi dei veterani e per la maggior parte cercavano di acquisire esperienza di volo prima di unirsi a una grande compagnia aerea. È diventato un caso di studio ampiamente utilizzato sia dagli equipaggi aerei che dai soccorritori.

## Nella cultura di massa
Il volo Air Florida 90 è stato analizzato nella puntata Crollo nel ghiaccio della tredicesima stagione del documentario Indagini ad alta quota e nella puntata Collisione con il ponte della terza stagione del documentario Quei secondi fatali, entrambi trasmessi da National Geographic Channel. L'incidente dell'Air Florida 90 ha ispirato allo scrittore Warren Adler lo scenario per il suo romanzo del 1984 Random Hearts  da cui fu tratto nel 1999 l'omonimo film di Sydney Pollack (uscito in Italia come Destini incrociati).